# Väsby kyrka
Väsby kyrka är en kyrkobyggnad i Väsby i Skåne. Den tillhör Väsby församling och Kulla pastorat i Lunds stift. Kyrkan är tillägnad aposteln Andreas, fiskarnas skyddshelgon.

## Historik
Långhuset härstammar från 1140-talet, vilket kunnat fastställas genom dendrokronologi. Det ursprungliga koret ersattes av det nuvarande på 1200-talet. Tornet är också yngre än långhuset. Kyrkans nuvarande spira byggdes under kyrkoherde Ovenius tid, 1703-1706. Före 1706 hade Väsby kyrka två spiror, varav en satt över koret. Hösten 1706, då den nya spiran på kyrkotornet var klar, tog man ner den gamla spiran över koret. Sakristian tillkom 1833. Den senaste större ombyggnaden utfördes 1895, då kyrkorummet fick nytt golv och nya bänkar.
Socknens namn skrevs redan 1305 Waesby. Väsby församling var till en början troligen en annexförsamling till Brunnby församling men blev självständig församling under medeltiden. 

## Kyrkorummet
Kyrkan har stjärnvalv och kalkmålningar från 1500-talet. Dessa målningar har senare täckts av vit kalkning och delar finns nog ännu under den vita kalken. Altaret och predikstolen i barock samt en del andra inventarier är från 1600-talet. 
I södra korsarmen hänger en minnestavla av mässing med latinsk inskrift över Tycho Brahes son Claudius. "Åt minnet Här hvilar fridfullt i sin lilla kista Claudius, Som i lifvet ej hade ro på hela Jordens krets. En gång lät honom naturen framträda på Jorden och Tillstadde honom att vara där ofvan. Blott sex dagar måtte han i späd ålder fri från Jordisk besmittelse, utan hämmande tyngd (boja) Gå till Himlen, hvarest han nu istället för knappt Tillmätta dagar är delaktig i evighetens tidsrymder Och jublar i besittning af en ostörd frid. Dog i herans tid år 1577 d. 7 januari född den 2dre i samma månad då vi födas börjar vi dö. Då vi dö, födas vi. Åt sin lille älskade son Claudius, Som han ej sett, Reste Tycho Brahe denna sten till minnet av hans Bråda hädanfärd till evigheten."
I vapenhuset finns en gravsten över ”Anders Ulfeld til Taagelijche, som döde i Herren 1564, med sin K hustrue Margrete Gage, hvilchen i Herren hendödde Anno 1577 d. 7 Octob.”
Fönstermålningarna av den berömde kullakonstnären Ralph Bergholtz. I kyrkan finns två votivskepp, en fyrmastad och en tremastad fullriggare. Gunnar Torhamn har designat den nuvarande dopfunten från 1933, utförd i sandsten.
Orgeln härstammar från 1968, och är byggd av Anders Persson i Viken. Den har 22 stämmor. Tidigare har det funnits två andra orglar i kyrkan.

### Orgel
- 1738 byggde Jonas Hielm, Växjö en orgel med 6 stämmor. Orgeln såldes senare till Vikens kyrka.
- 1800 byggde Olof Schwan, Stockholm en orgel.
- 1886 byggde Salomon Molander & Co, Göteborg en orgel med 17 stämmor.
- Den nuvarande orgeln byggdes 1968 av Anders Persson Orgelbyggeri, Viken, Höganäs kommun och är en mekanisk orgel. Fasaden är från 1886 års orgel. Orgeln står i norra korsarmen.

| Huvudverk I         | Bröstverk II      | Pedal              | Koppel |
| Principal 8'        | Gedakt 8´         | Subbas 16´         | I/P    |
| Rörflöjt 8'         | Spetsgamba 8'     | Oktavbas 8´        | II/P   |
| Oktava 4'           | Gemshorn 4'       | Gedakt 8'          | II/I   |
| Gedaktflöjt 4'      | Rörflöjt 4'       | Oktava 4'          |        |
| Waldflöjt 2'        | Principal 2'      | Rauschkvint 3 chor |        |
| Sesquialtera 2 chor | Nasat 1 1/3'      | Fagott 16'         |        |
| Mixtur 4 chor       | Scharff 3 chor    |                    |        |
| Trumpet 8'          | Dulcian 8'        |                    |        |
|                     | Crescendosvällare |                    |        |

## Andra byggnader
Bredvid kyrkan finns en prästgård från 1850-talet.

## Kyrkoherdar
- Morten Jensen. Kyrkoherde i Väsby till 1589.
- Mats Nielsen. Vald till kyrkoherde 1589 men avsade sig pastoratet då han inte ville gifta sig med (konservera) änkan till Morten Jensen.
- Nils Hantro. Blev kyrkoherde i Väsby 1589 efter att ha accepterat att gifta sig med Morten Jensens änka.
- Peder Pedersen. Omnämnd som kyrkoherde 1610.
- Hans Nielsen. Omnämnd som kyrkoherde i Väsby 1615 och 1623.
- Peder Pedersen. Kyrkoherde i Väsby till 1633, då han dog.
- David. Omnämnd som kyrkoherde 1633.
- Daniel Persson Gemseus (Pedersen Gemtzöe). Född omkring 1610. Död 1676 i Väsby. Kyrkoherde i Väsby ca 1640/1648-1670.
- Hans Danielsson Gemseus (Gemtzöe). Född ca 1635. Kyrkoherde i Väsby 1670-1687.
- Nils Barck. Död 1702-07-15 i Väsby. Kyrkoherde i Väsby 1687 - 1702.
- Dideric Ovenius. Född 1659 i Malmö. Död juni 1723(Yrke) Kyrkoherde i Väsby 1703 - 1723.
- Jörgen Engellau. Född 1690-03-07 i Helsingborg. Död 1732 i Väsby. Kyrkoherde i Väsby 1724-1732.
- Nils Ringberg. Född 1691. Död 1753-05-06 i Väsby. Kyrkoherde i Väsby 1733-1753.
- Gustaf Söderling. Född 1687 i Ringarum. Död 1764 i Väsby. Kyrkoherde i Väsby 1755-1764.
- Sven Nilsson Brask. Född omkring 1716. Död i "hetsig feber" 1772-05-12 i Väsby. Kyrkoherde i Väsby 1766-1772.
- Nils Olin. Född 1723-02-17 i Buskeröd, Väsby. Död 1806-05-27 i Väsby. Kyrkoherde i Väsby 1774-1806.
- Peter Adam Emmanuel Olin. Född 1758-04-04 i Stockholm. Död 1828-01-28 i Väsby. Kyrkoherde i Väsby 1809-1828.
- Nils Werlin. Född 1778-01-19 i Norrvidinge. Död 1854-05-22 i Väsby. Kyrkoherde i Väsby 1830-1854.
- Anders Gudmund Palm. Född 1816-07-19 i Norra Vram. Död 1890-03-02 i Väsby. Kyrkoherde i Väsby från 1867 till 1890.
- Lars Hallén. Född 1843-12-02 i Espö. Kyrkoherde i Väsby från 1892 till 1927.

(...)
- Jörn Heiberg. Kyrkoherde i Väsby fram till 2007.
- Pernilla Håkansdotter-Olsson. Kyrkoherde i Väsby från 2007

## Bildgalleri

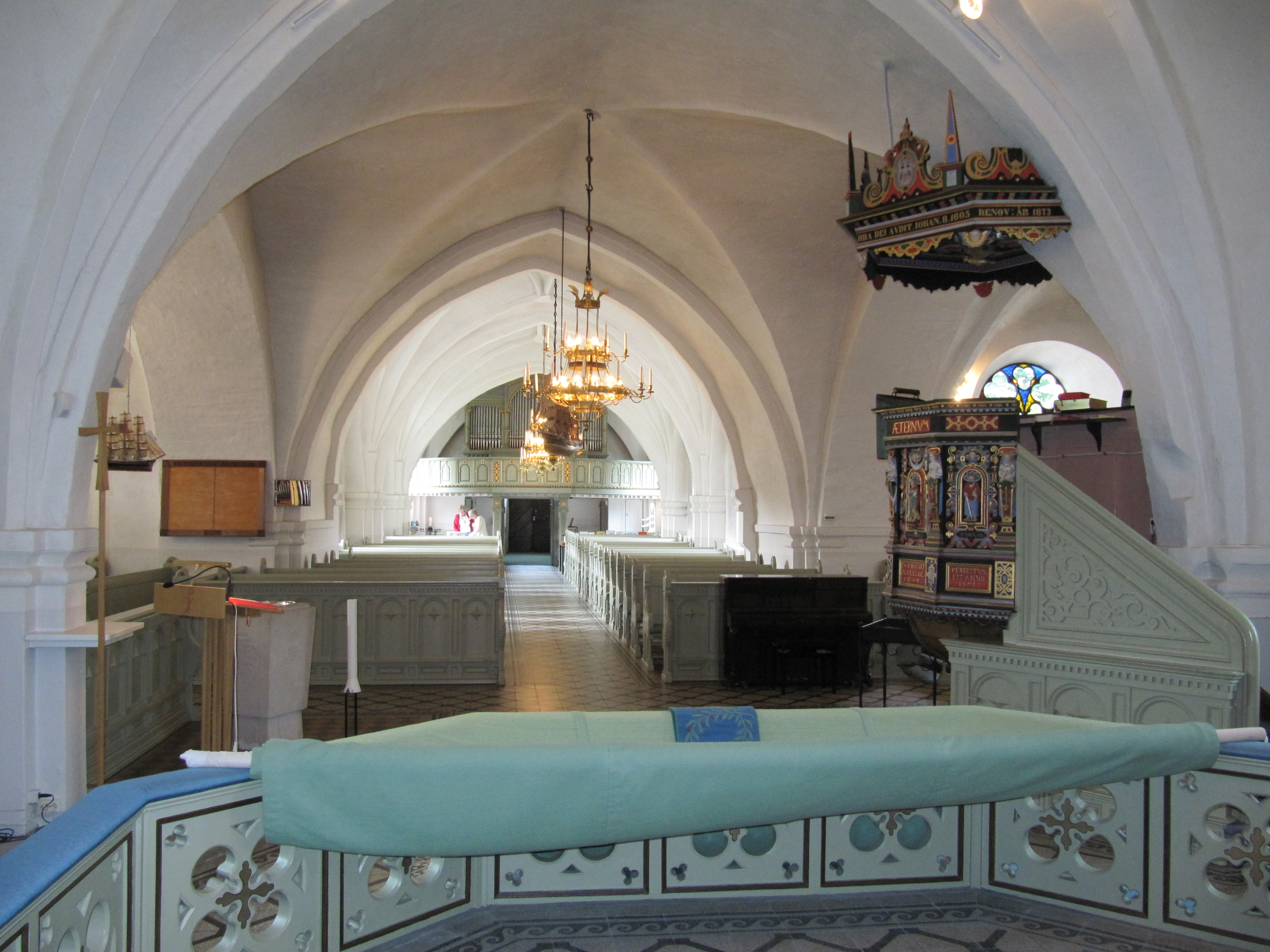
Kyrkorum mot väster
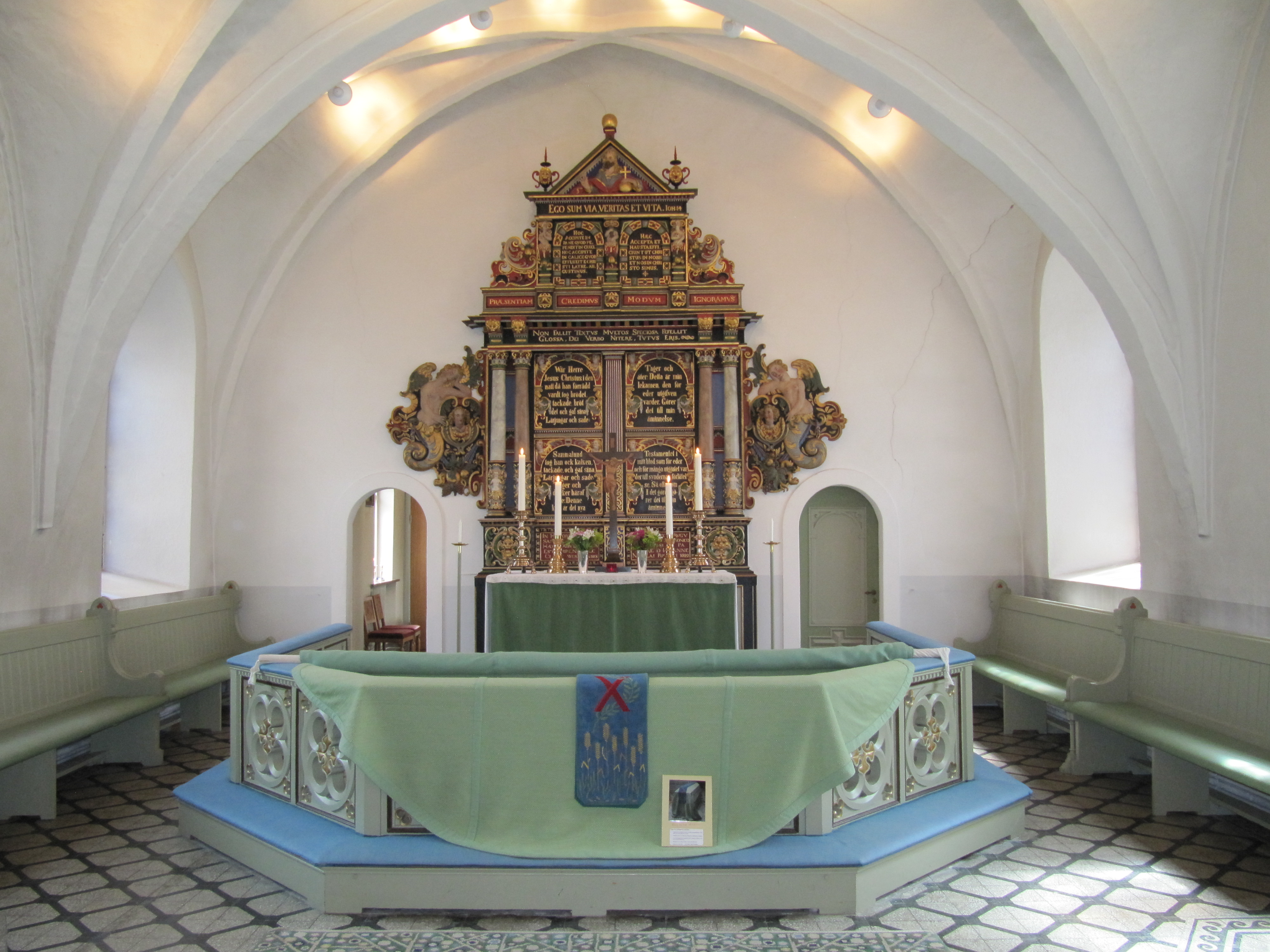
Koret
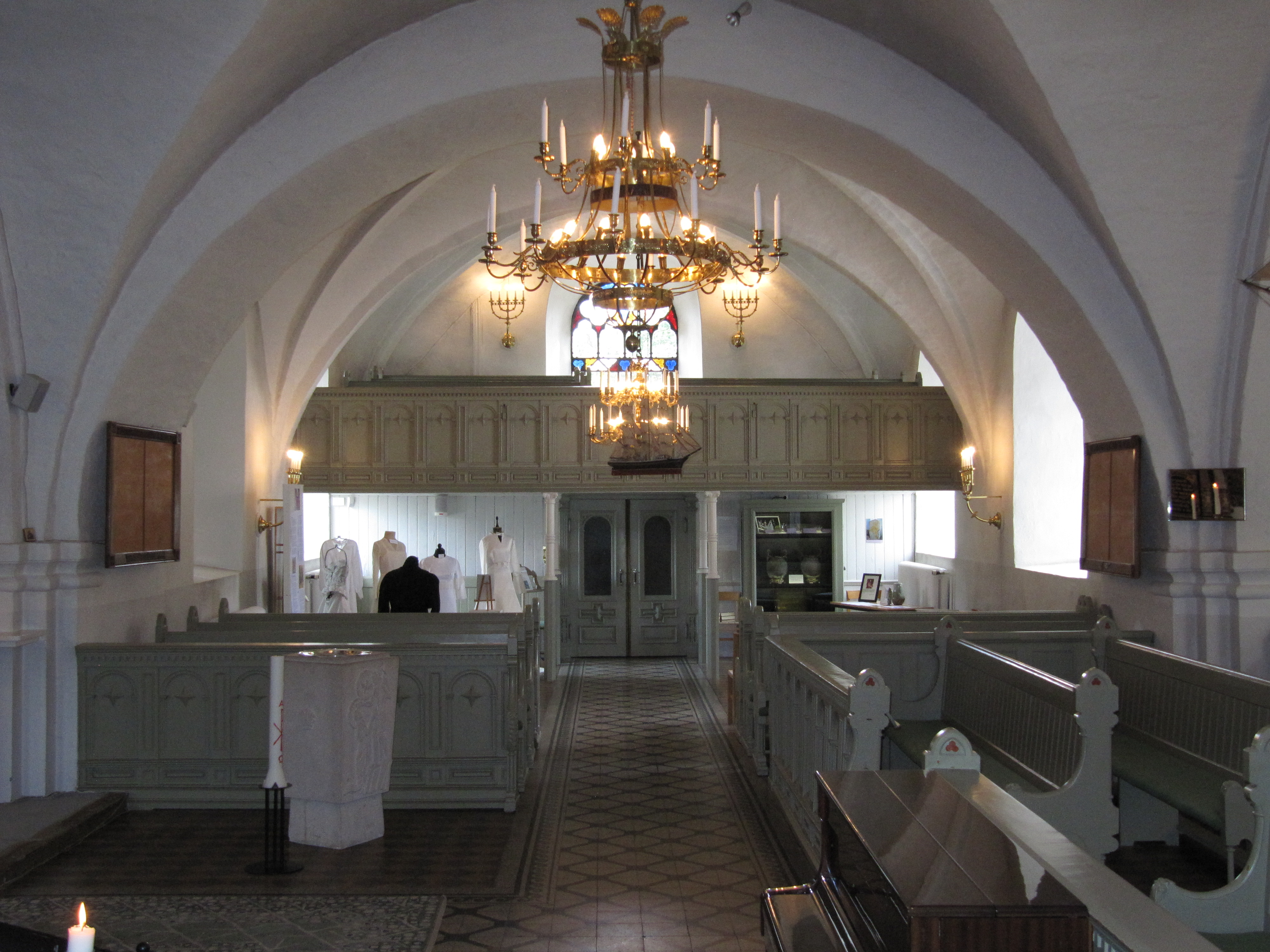
Södra korsarmen
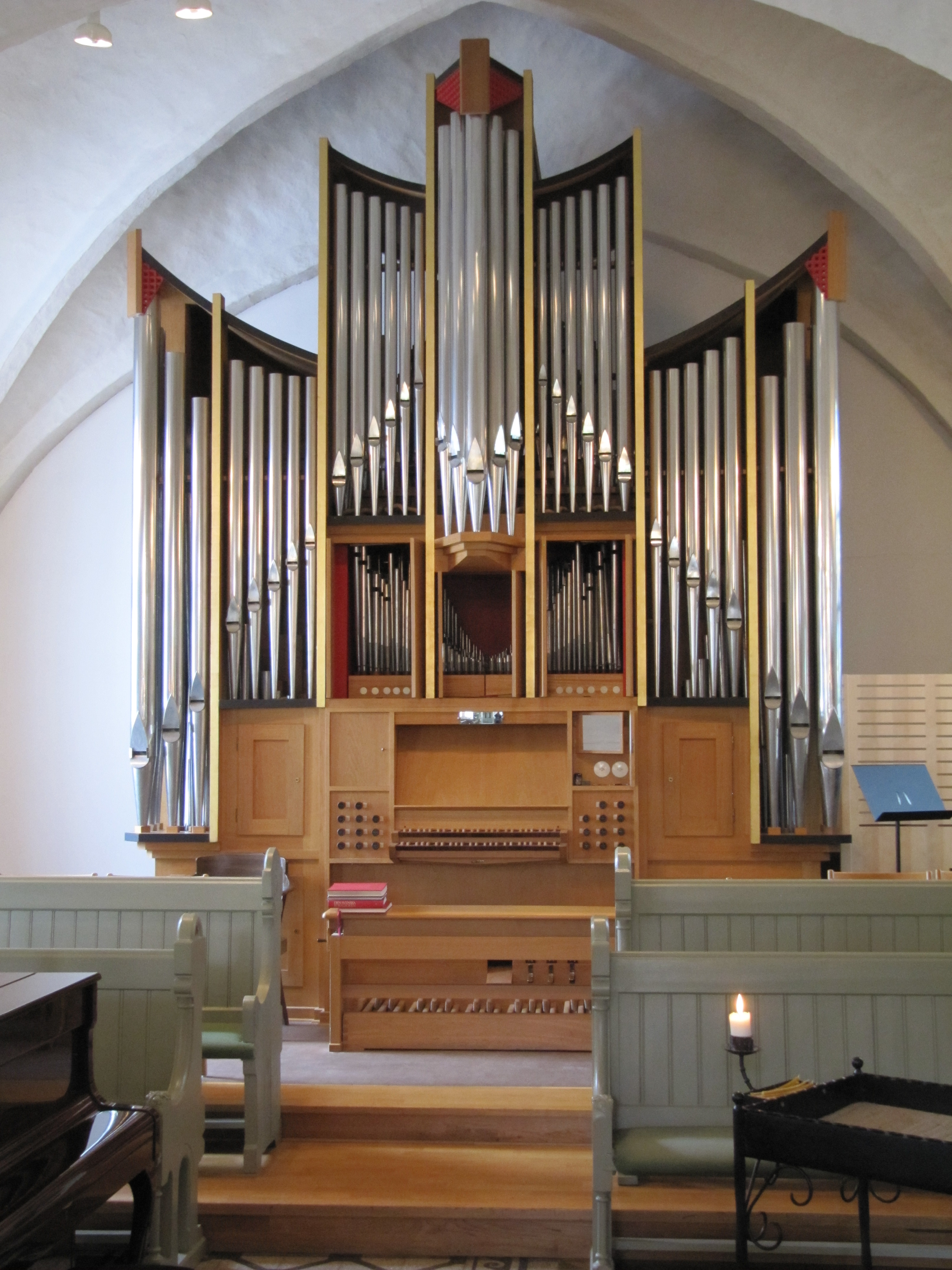
Orgel i norra korsarmen
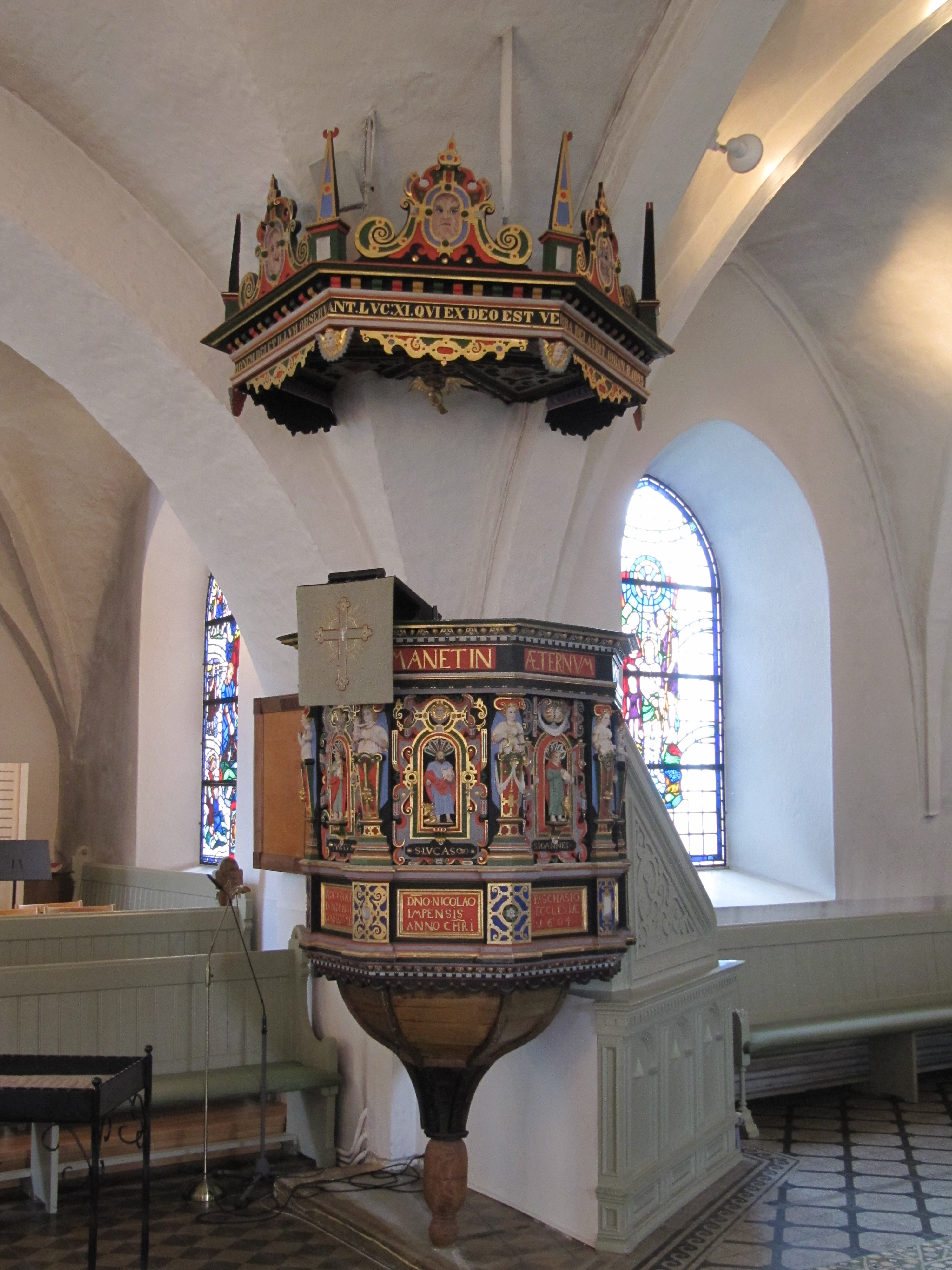
Predikstol
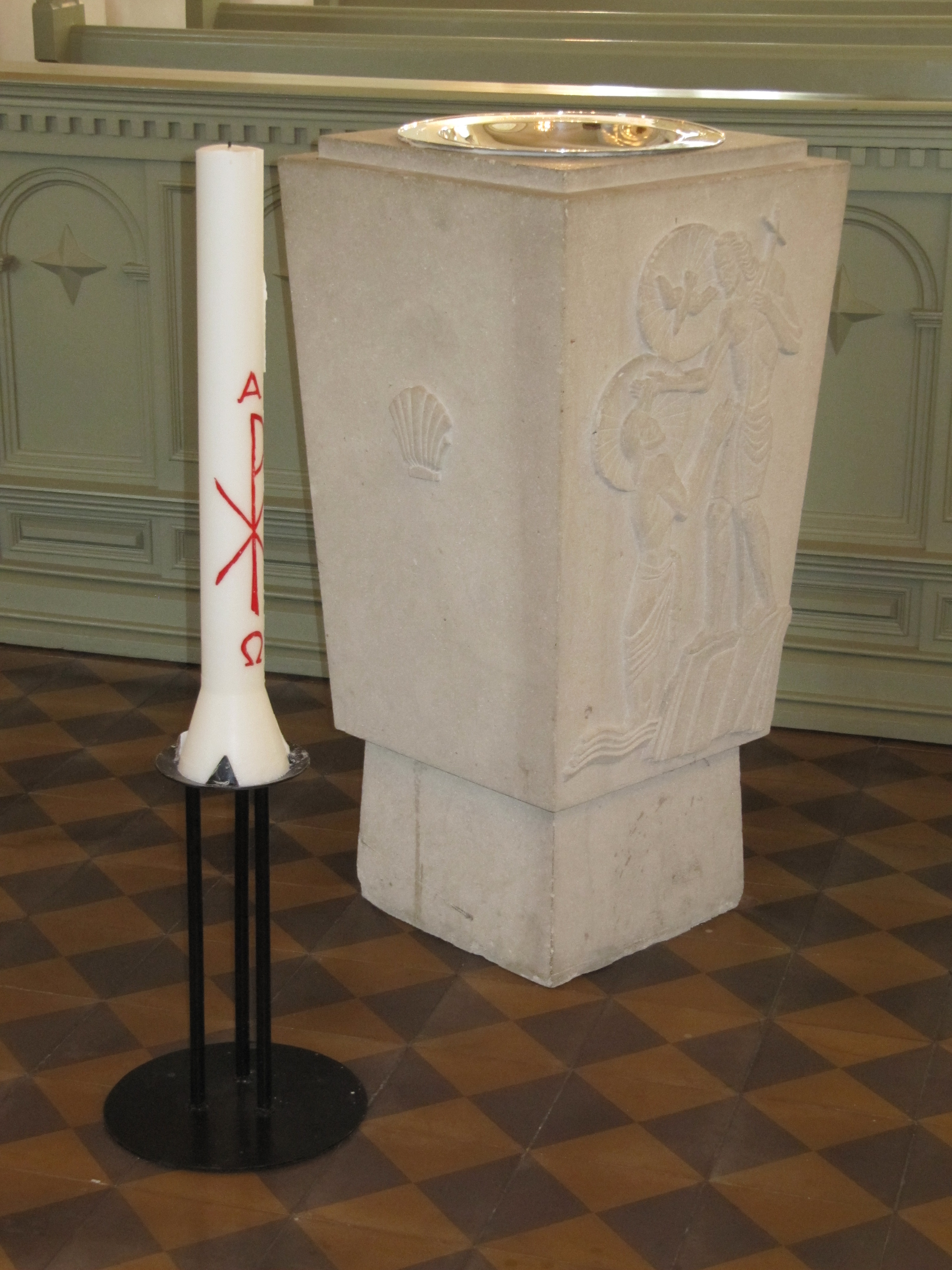
Dopfunt
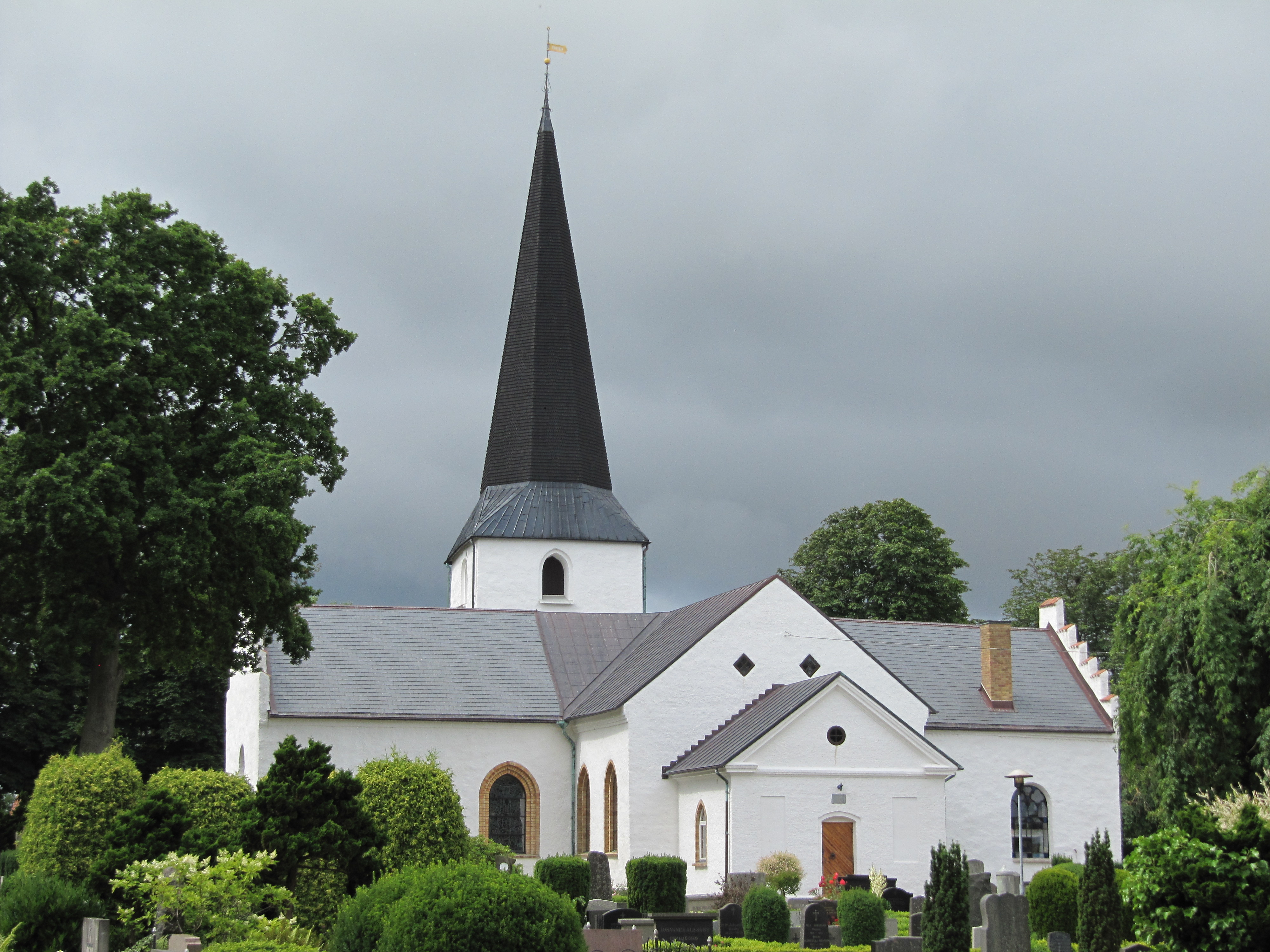
Kyrkan från öster.
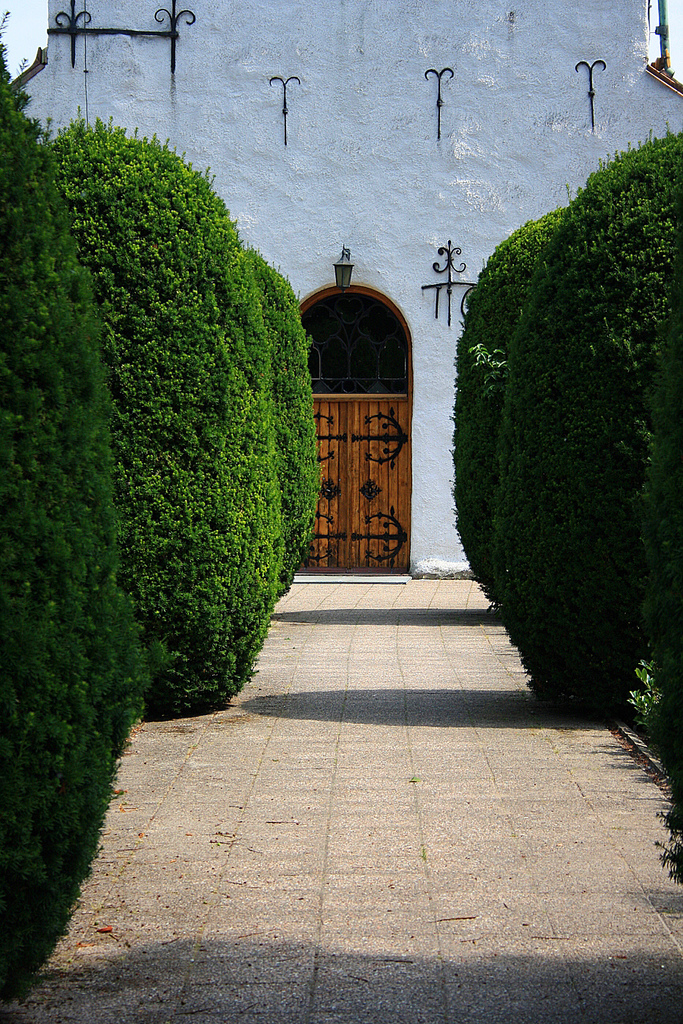
Kyrkans entré